# U–866
Az U–866 tengeralattjárót a német haditengerészet rendelte a brémai AG Wessertől 1941. augusztus 25-én. A hajót 1943. november 17-én vették hadrendbe. Egy harci küldetése volt, hajót nem süllyesztett el.

## Pályafutása
Az U–866 1945. február 6. Bergenből futott ki első és egyetlen harci küldetésére, Peter Rogowsky kapitány irányításával. Átszelte az Atlanti-óceánt, és egészen Connecticutig hajózott, majd keletre fordult. Március 18-án az amerikai hadihajók felfedezték és megtámadták Halifaxtől délkeletre. Az üldözésben négy romboló – USS Lowe, USS Menges, USS Pride és USS Mosley  – vett részt. A hajók mélységi bombákkal megsemmisítették a tengeralattjárót, amelynek 55 fős legénysége elesett.

## Kapitányok
| Név               | Kezdőnap           | Zárónap          |
| ----------------- | ------------------ | ---------------- |
| Walter Pommerehne | 1943. november 17. | 1944. december   |
| Peter Rogowsky    | 1944. december     | 1945. március 18 |

## Őrjárat
| Indulás | Indulónap        | Érkezés | Zárónap           |
| ------- | ---------------- | ------- | ----------------- |
| Bergen  | 1945. február 6. | *       | 1945. március 18. |

* A tengeralattjáró nem érte el úti célját, elsüllyesztették